# HBsAg

A organização do genoma do HBV; os genes se sobrepõem. ORF S, em verde, codifica HBsAg.

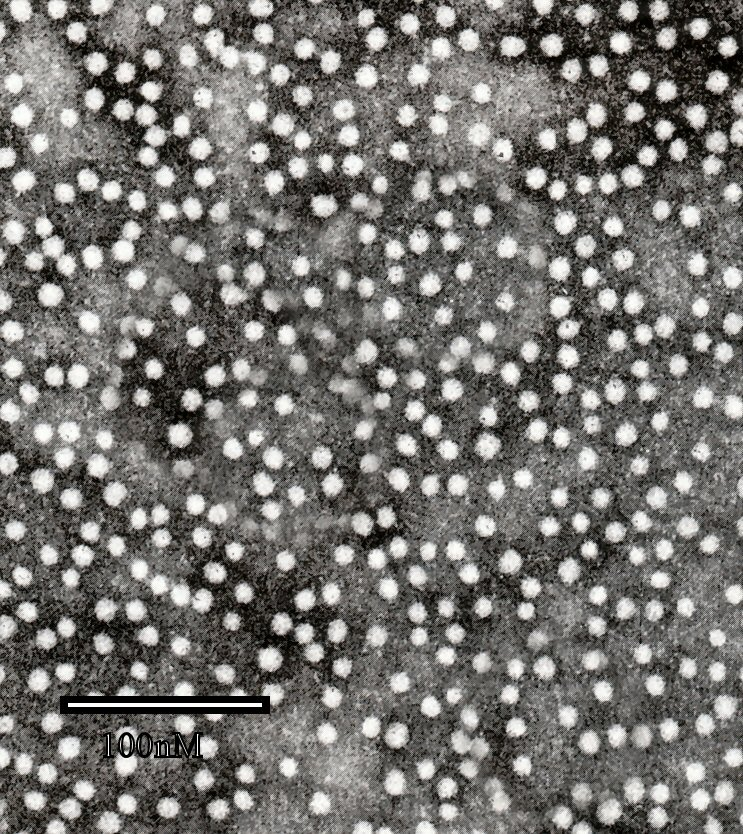
HBsAg

HBsAg (também conhecido como antígeno da Austrália) é o antígeno de superfície do vírus da hepatite B (HBV). Indica infecção atual da hepatite B.

## Estrutura e função
O envelope viral de um vírus envelopado possui proteínas de superfície diferentes do resto do vírus, que atuam como antígenos. Esses antígenos são reconhecidos por proteínas de anticorpos que se ligam especificamente a uma dessas proteínas de superfície.

## Imunoensaio
Hoje, essas proteínas antigênicas podem ser fabricadas geneticamente (por exemplo, o transgene E. coli) para produzir material para um simples teste de antígeno, que detecta a presença do HBV.
Está presente nos soros de pacientes com hepatite B viral (com ou sem sintomas clínicos). Pacientes que desenvolveram anticorpos contra HBsAg (soroconversão anti-HBsAg) são geralmente considerados não infecciosos. A detecção de HBsAg por imunoensaio é usada na triagem de sangue, para estabelecer um diagnóstico de infecção por hepatite B no contexto clínico (em combinação com outros marcadores de doença) e para monitorar o tratamento antiviral.
Na histopatologia, a presença de HBsAg é mais comumente demonstrada pelo uso da técnica de orceína Shikata, que utiliza um corante natural para se ligar ao antígeno nas células hepáticas infectadas.
Os testes HBsAg positivos podem ser devidos à vacinação recente contra o vírus da hepatite B, mas é improvável que essa positividade persista além de 14 dias após a vacinação.

## História
É comumente referido como o Antígeno da Austrália. Isso ocorre porque foi isolado pela primeira vez pelo médico americano de pesquisa e ganhador do Prêmio Nobel Baruch S. Blumberg no soro de uma pessoa aborígine australiana. Foi descoberto que fazia parte do vírus que causou hepatite sérica pelo virologista Alfred Prince em 1968.
Heptavax, uma vacina contra hepatite B da "primeira geração" na década de 1980, foi fabricada com HBsAg extraído do plasma sanguíneo de pacientes com hepatite. As vacinas atuais são feitas a partir de HBsAg recombinante cultivado em leveduras.